# Ethel Wilson Harris House
La Ethel Wilson Harris House est une maison américaine située à San Antonio, dans le comté de Bexar, au Texas. Dessinée par Robert Harris selon les principes de l'Architecture moderne, elle a été construite en 1956. Protégée au sein du San Antonio Missions National Historical Park, elle est inscrite au Registre national des lieux historiques depuis le 3 avril 2001.